# Sidi El Hani
Sidi El Hani (arabe : سيدي الهاني), également orthographié Sidi El Heni, est une ville du Sahel tunisien située à une trentaine de kilomètres au sud-ouest de Sousse et une vingtaine de kilomètres à l'est de Kairouan.
Elle constitue une municipalité comptant 2 706 habitants en 2014 ; elle est aussi le chef-lieu d'une délégation.
À quelques kilomètres au sud s'étend la sebkha (ou garaa dans le sens de dépression) Sidi El Hani, la troisième de Tunisie par sa superficie, qui accueille durant l'hiver de l'eau fortement saline. Elle constitue une zone humide protégée du fait de la présence d'une avifaune constituée notamment de flamants roses ou des grues cendrées.
Elle est le site du Centre de rééducation des mineurs délinquants de la région de Sousse.
Le nom de la ville provient de la tribu des Ouled Sidi El Hani implantée dans cette région.